# Temagami
Temagami, anteriormente escrito como Timagami, é um município no Nordeste de Ontário, no Canadá. Seu nome deriva do Lago Temagami que fica no centro do município. Temagami tem uma área total de 1.905 quilômetros quadrados e uma população de 802 habitantes em 2016.